# Lin Chaopan
Lin Chaopan (en xinès: 林超攀, nascut el 27 d'agost de 1995) és un gimnasta xinès especialitzat en barres paral·leles. Va formar part de l'equip xinès que va obtenir la medalla de bronze en l'esdeveniment per equips dels Jocs Olímpics de Rio de Janeiro 2016. També va participar en els Campionat Mundials de Gimnàstica de 2013, 2014 i 2015. Ha obtingut diverses medalles en competicions per equips, a més d'una medalla d'or en barres paral·leles d'Anvers 2013 i plata en la barra horitzontal del Campionat Asiàtic de Putian 2012.